# Sydjyllands Veterantog

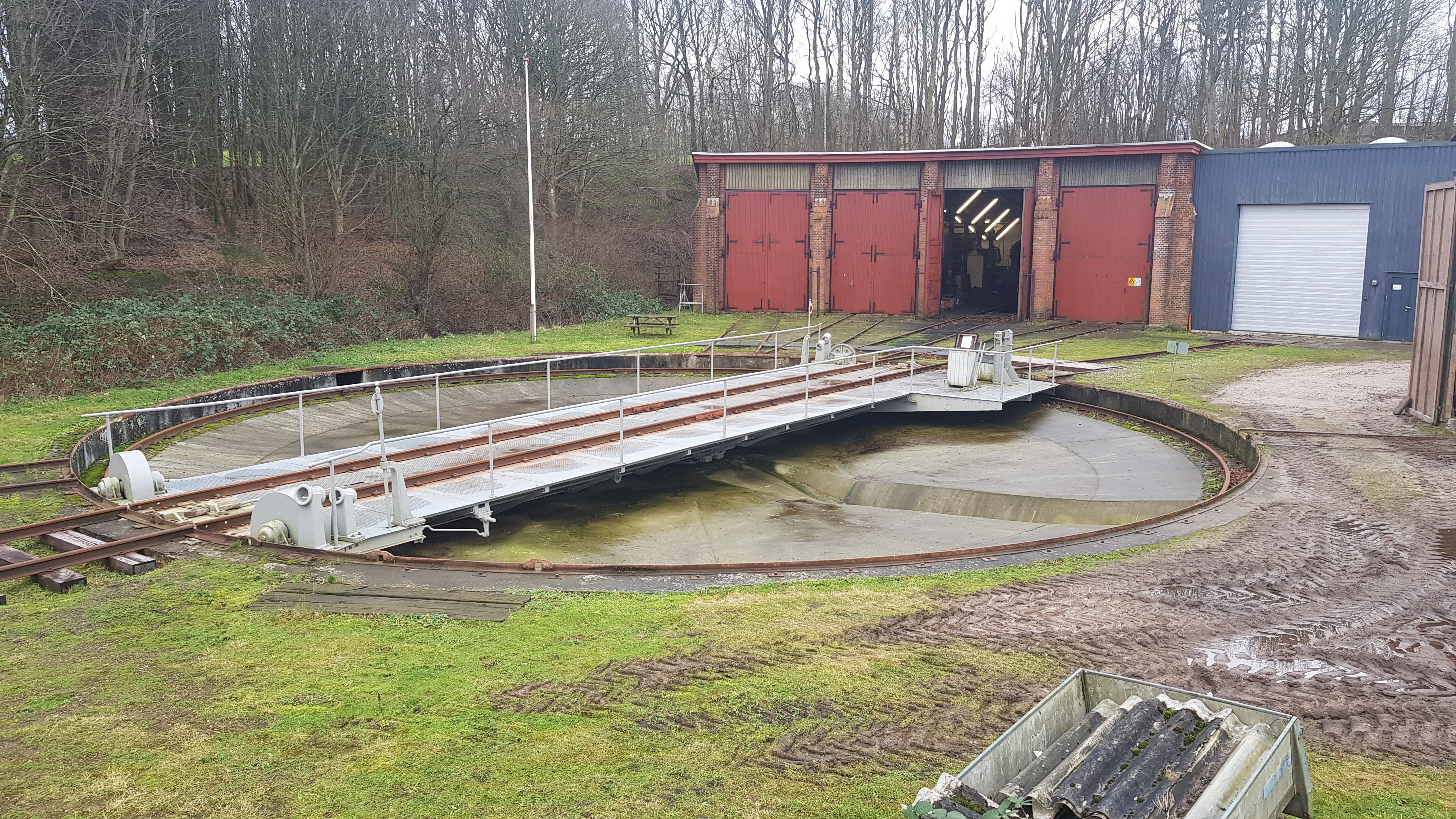
Museumsgelände im Betriebswerk Lunderskov

Sydjyllands Veterantog (SJVT, bis 2010: Lokomotivklubben KLK) ist ein Verein in Dänemark, der mehrere dänische Bahnstrecken im Museumsbetrieb befährt.

## Geschichte
Der Verein wurde 1962 als Kolding Lokomotiv Klub gegründet. Das Vereinsziel war, historisches Eisenbahnmaterial zu erwerben und zu bewahren und dieses in einem Museumszug (dänisch Veterantog) einzusetzen. Zu Beginn war dies Material der Troldhede–Kolding–Vejen Jernbane, inzwischen sind Fahrzeuge und Gegenstände von anderen dänischen Privatbahnen sowie von DSB vorhanden.

### Bahnbetriebswerk Lunderskov
Seit 1969 hat der Verein seinen ständigen Sitz im ehemaligen DSB-Bahnbetriebswerk in Lunderskov. Dort sind eine Wagenhalle, ein Lager und eine beheizte Werkstatt vorhanden. Seit 1972 existiert ein eigener Museumszug, der zwischen Vejle und Jelling sowie zwischen Haderslev und Vojens eingesetzt wird.

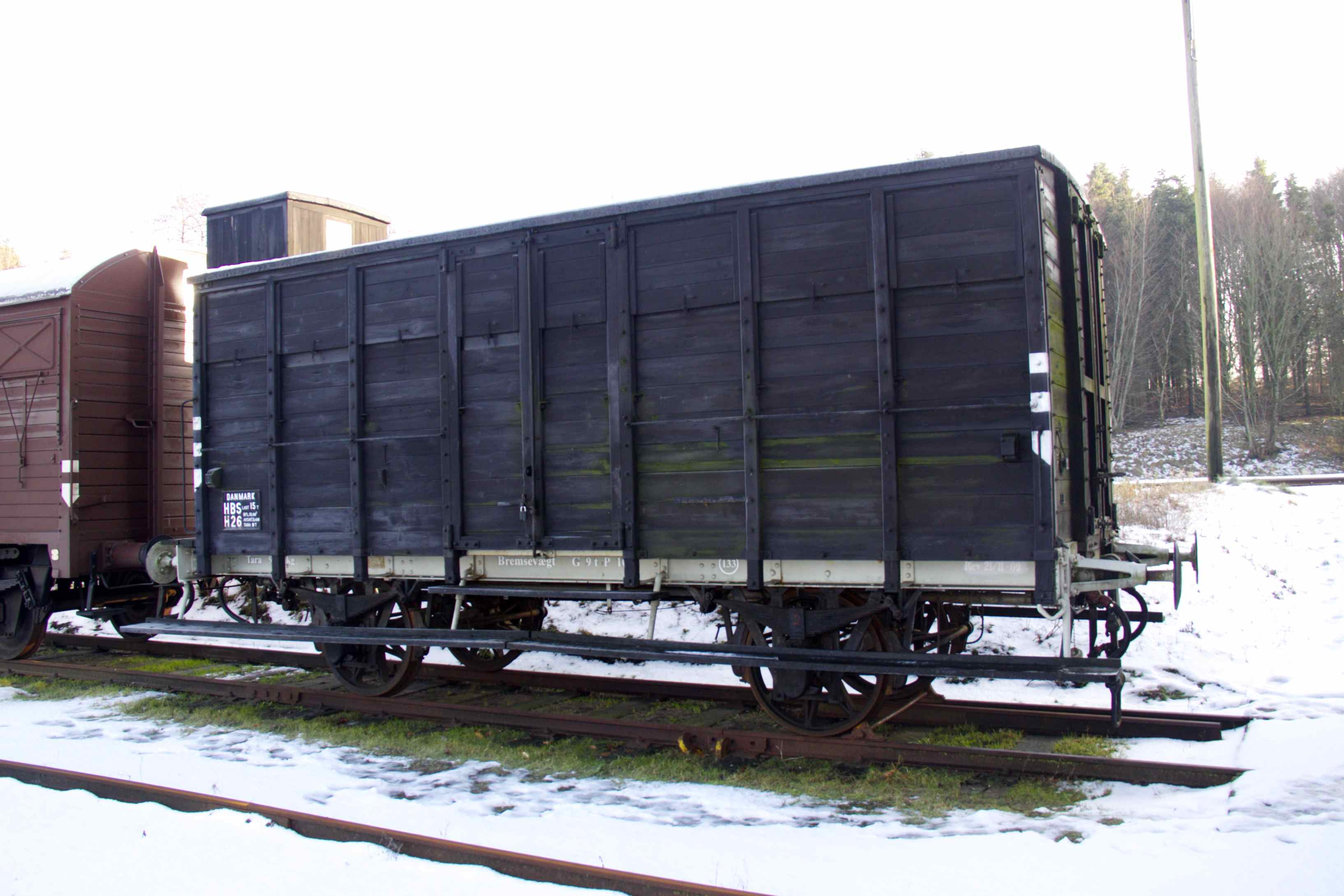
HBS (Horsens–Bryrup–Silkeborg Jernbane) H26 im Betriebswerk Lunderskov

## DSB Museumstog Syd
2010 wurde der Verein unter dem Namen DSB Museumstog Syd Teil des DSB Jernbanemuseum, des Eisenbahnmuseums der Dänischen Staatsbahnen.
Es wird das vorhandene Wagenmaterial verwendet, die Restaurierung erfolgt nach wie vor durch die die freiwilligen Mitglieder des Vereins, die den Nostalgiezug betreiben. Dieser wurde inzwischen von einem neuen Förderverein, dem Støtteforeningen KLK, übernommen, der das Magazin Togfløjten herausgibt und Versammlungen und Sonderfahrten organisiert.

## Sydjyllands Veterantog
Ab 2014 wurde der Verein wieder selbstständig und nennt sich nun Sydjyllands Veterantog (SJVT).

## Bahnbetrieb
Zu unterschiedlichsten Jahreszeiten verkehren die Züge auf der zwölf Kilometer langen Haderslevbanen zwischen Vojens und Haderslev By.
Zudem wird die Strecke zwischen Vejle und Jelling, teilweise nur abschnittsweise, betrieben. Die Fahrt über die 14 Kilometer lange Strecke führt über eine der steilsten Eisenbahnstrecken Dänemarks. Für 2015 wurden wegen fehlender Sicherheitssystemen keine Zugfahrten angeboten.
Vejle, der Ausgangspunkt der Strecke, liegt zwischen Fredericia und Aarhus in der Mitte Dänemarks. Am Endpunkt der Strecke in Jelling finden sich die Runensteine von Jelling, die in das UNESCO-Weltkulturerbe aufgenommen wurden.
Eingesetzt wurde jahreland die dänische Dampflok F 694, die 1920 von Frichs gebaut wurde und 2013 auf eine Hauptuntersuchung wartete. Einsatzbereit ist die Diesellok HHJ DL 11 von 1952. Die Personenwagen mit Holzbänken stammen aus den Jahren 1898–1916.

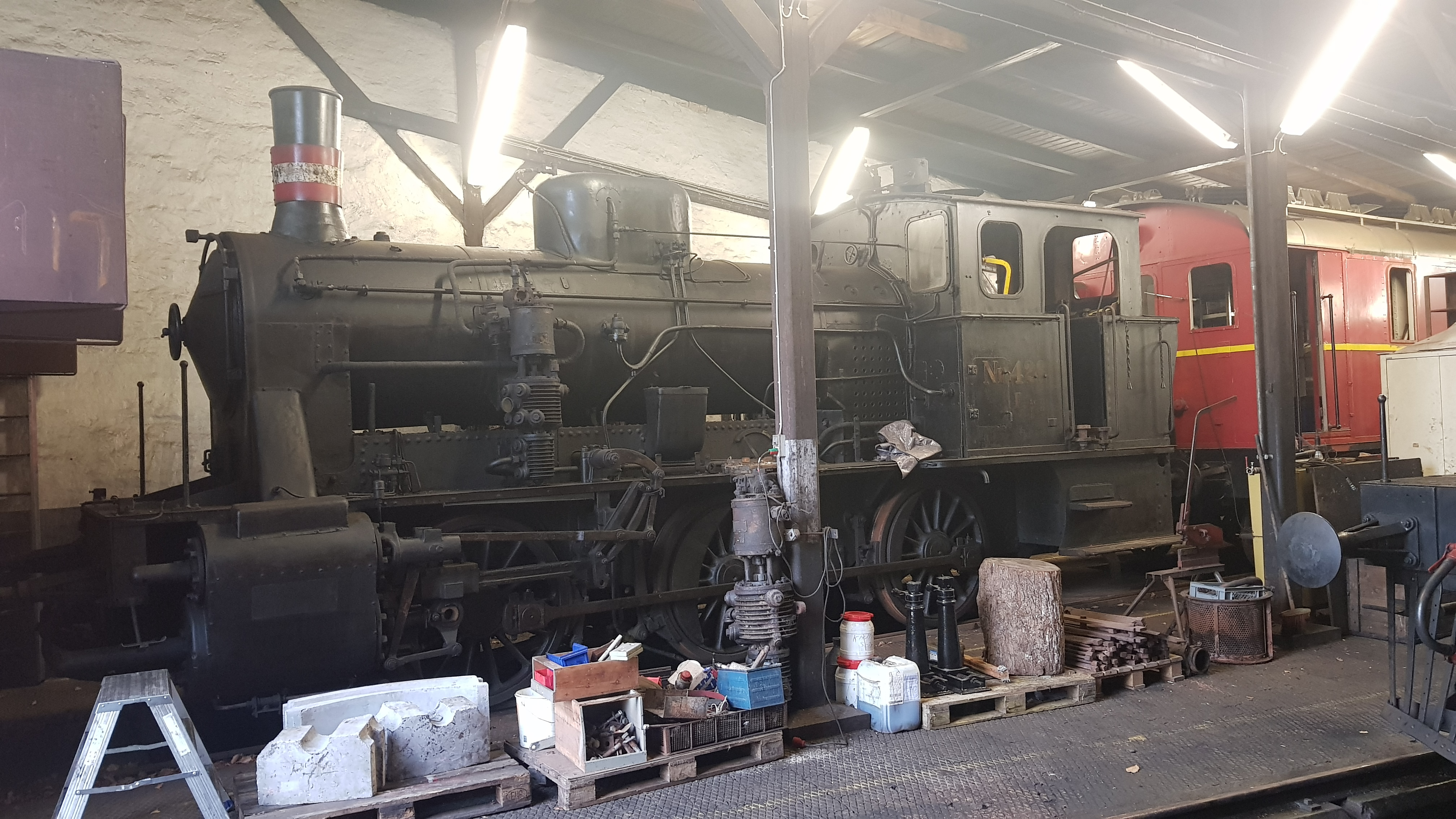
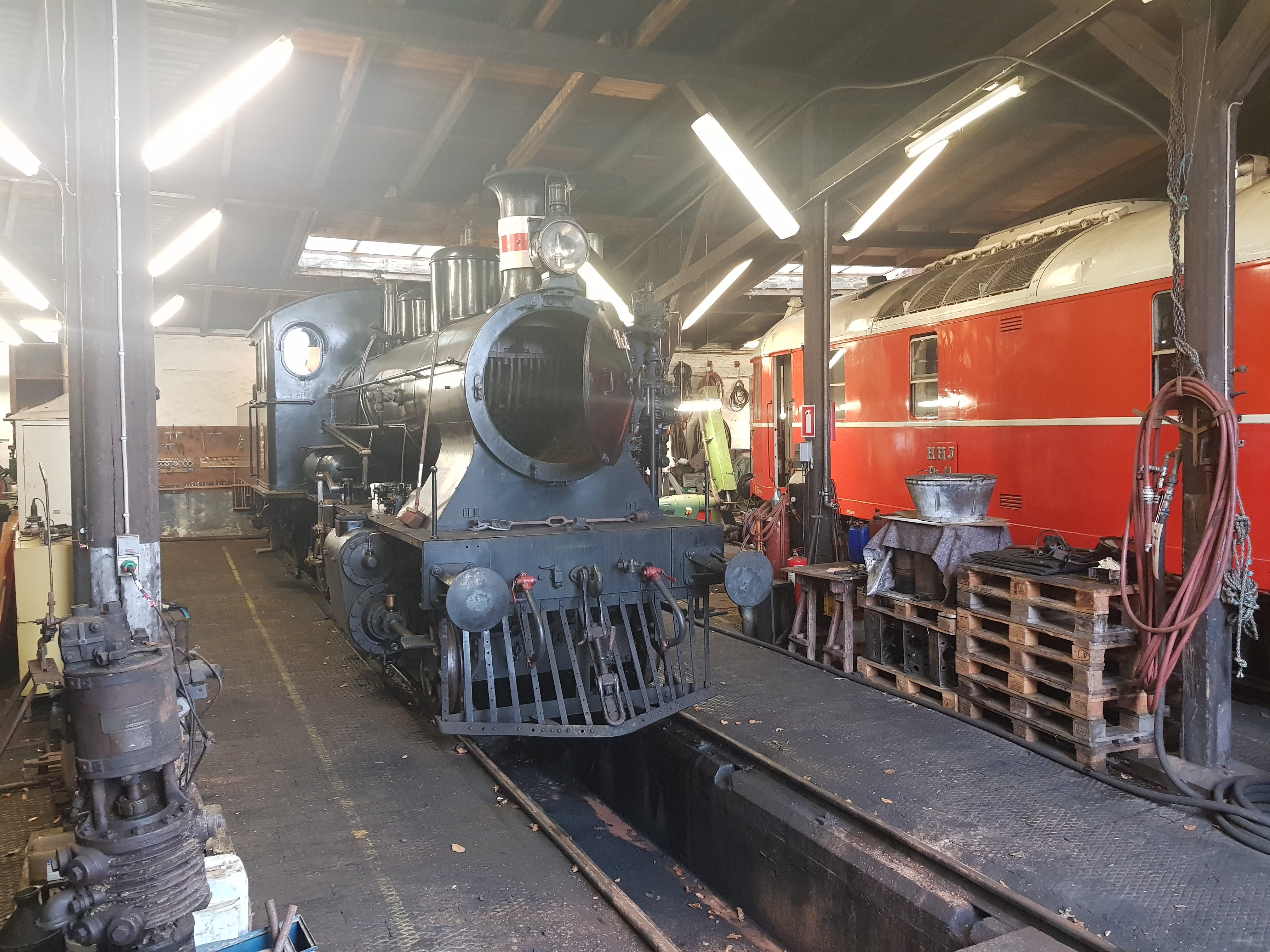
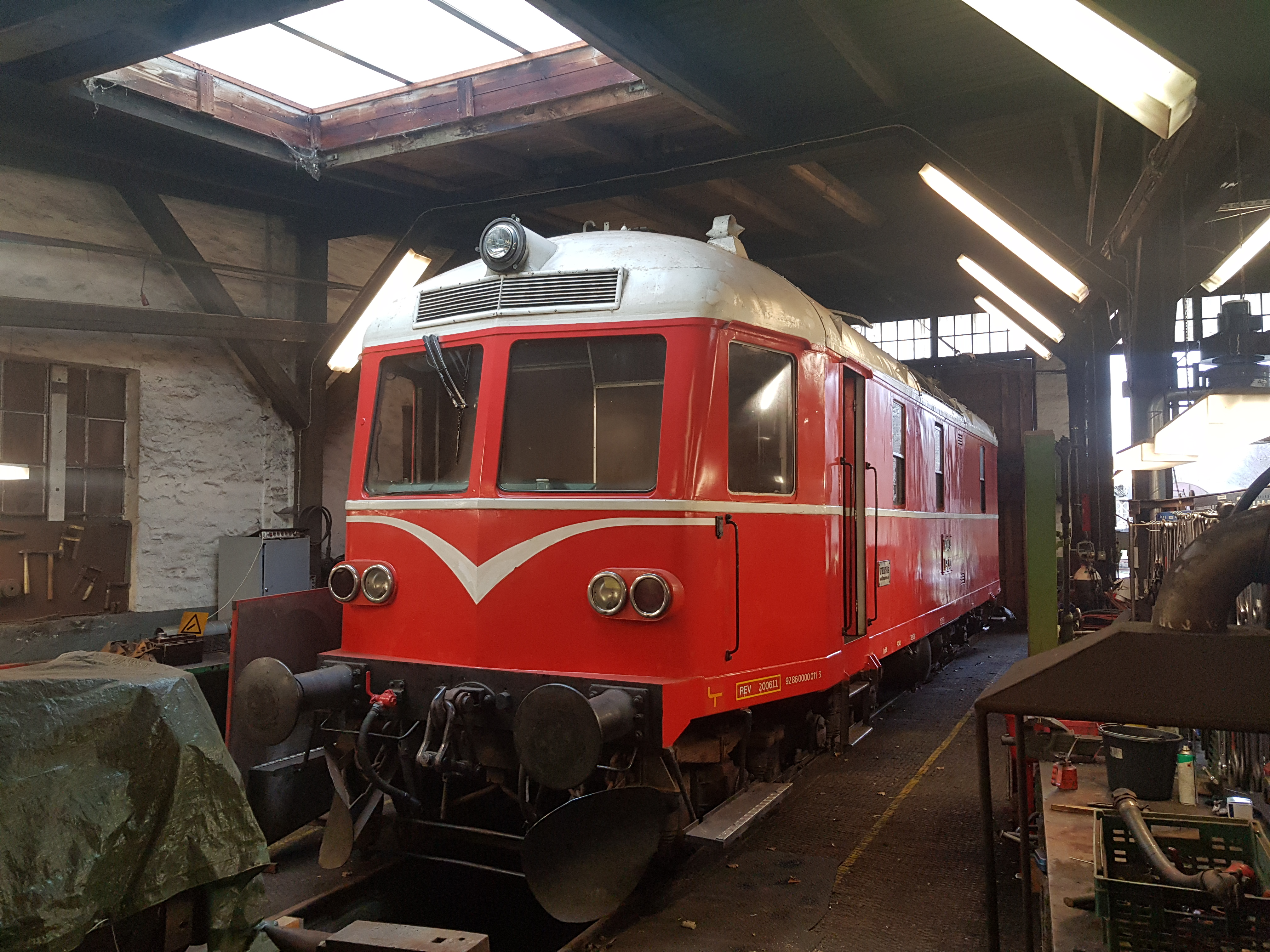
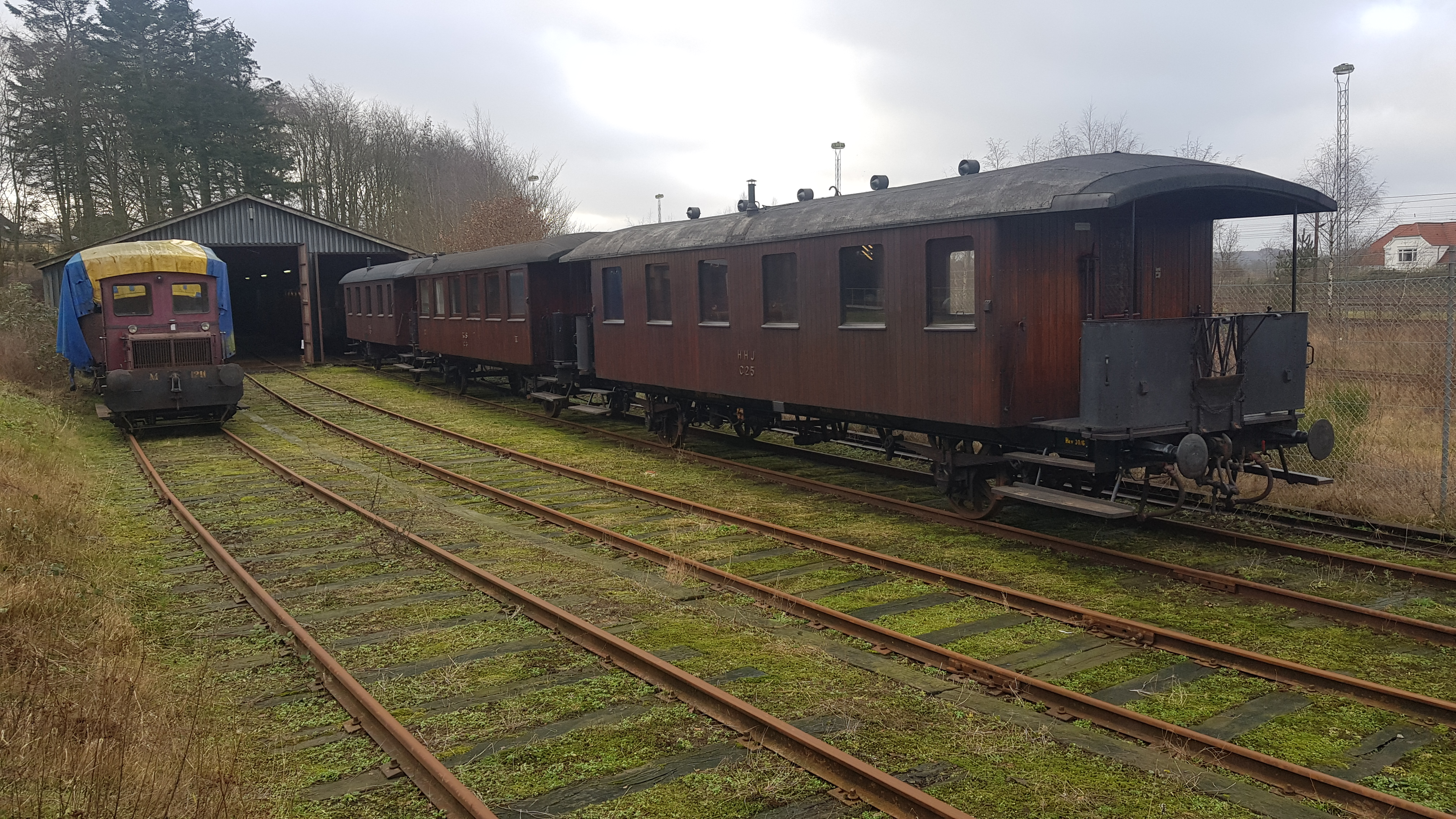
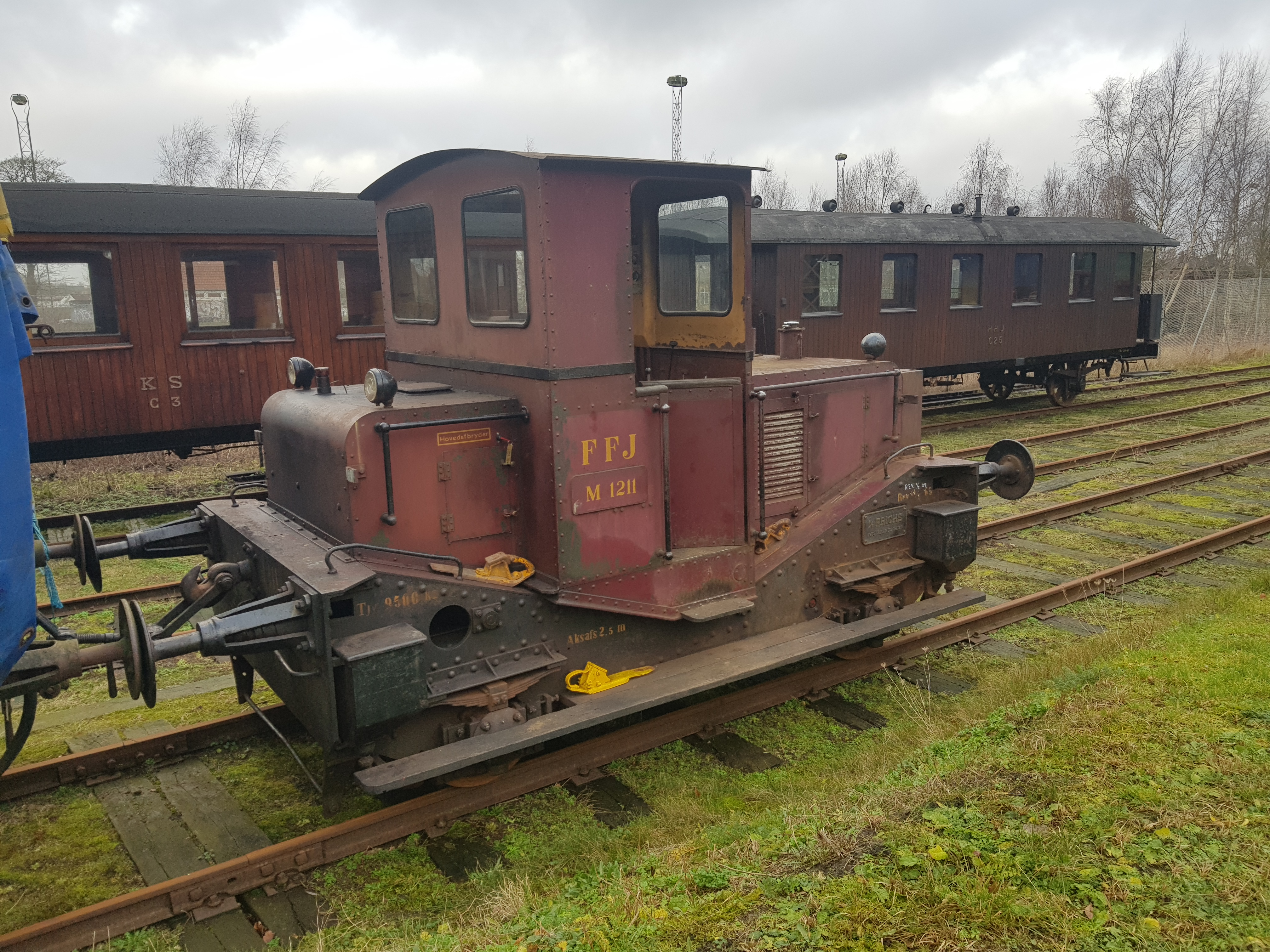